# Sonchus macrocarpus
Sonchus macrocarpus Boulos & C.Jeffrey – gatunek rośliny należącej do rodziny astrowatych (Compositae Gis.). Występuje endemicznie w Egipcie.

## Taksonomia
Holotyp został zebrany 24 kwietnia 1958 roku przez w Egipcie na uprawach rolniczych przy drodze między Kafr asz-Szajch a Sisuq on Faroun.

## Rozmieszczenie geograficzne
Rośnie naturalnie w delcie Nilu, od Aleksandrii do Damietty.

## Biologia i ekologia
Naturalnymi siedliskami są wilgotne gleby na brzegach Nilu, jego odnóg i kanałów.

## Ochrona
Nie ma wystarczającej ilości dostępnych informacji, aby ocenić stan zagrożenia tego gatunku. Jest wymieniony jako niewystarczających danych. W Czerwonej księdze gatunków zagrożonych został zaliczony do kategorii DD – o nieokreślonym stopniu zagrożenia, wymagającym dokładniejszych danych. W związku z tym potrzebne są dalsze badania dotyczące populacji tego gatunku, jego zakresu, zagrożeń oraz potencjalnych środków ochrony.